# Vasilij Il'ič Safonov
Vasilij Iljič Safonov, (in russo Васи́лий Ильи́ч Сафо́нов?, Vasilij Iljič Safonov) ma anche noto come Wassily Safonoff, (Iščërskaja, 6 febbraio 1852 – Kislovodsk, 27 febbraio 1918), è stato un pianista, compositore e direttore d'orchestra russo.

## Biografia
Safonov, o Safonoff come era noto in occidente durante la sua vita, nacque nel Caucaso, figlio di un ufficiale dei cosacchi. Venne educato al Liceo Imperiale Alessandra, a San Pietroburgo e studiò musica al conservatorio di San Pietroburgo 1881-1885. Si laureò in giurisprudenza, e vinse la medaglia d'oro come pianista al conservatorio. Fu allievo di Teodor Leszetycki e Nikolaj Ivanovič Zaremba.
Safonov non fu mai un compositore di successo, ma fu un grande didatta, divenendo direttore del conservatorio di Mosca nel 1889. Egli fu poi anche direttore del Conservatorio nazionale d'America di New York. Fu l'insegnante dei maggiori pianisti russi del tempo, ed in particolare di Aleksandr Skrjabin, Nikolaj Metner, Josef Lhévinne e Rosina Bessie (poi Lhévinne). 
Dopo aver messo termine all'insegnamento, Safonov divenne un noto direttore d'orchestra. Egli fu il direttore della prima esecuzione a Mosca della Sinfonia n. 6 di Pëtr Il'ič Čajkovskij, il 4 dicembre 1893, sette settimane dopo la prima diretta dal compositore e sei settimane dopo la sua morte.  Egli diresse quasi tutte le principali orchestre d'Europa, compresi i Berliner Philharmoniker, i Wiener Philharmoniker, l'orchestra filarmonica di Praga, l'Orchestre Lamoureux di Parigi, la London Symphony Orchestra, l'Orchestra dell'Accademia nazionale di Santa Cecilia e la New York Philharmonic Orchestra. Ai suoi tempi il pubblico era un po' perplesso per il fatto che non usasse la bacchetta direttoriale. Egli è considerato il primo direttore moderno ad aver rinunciato al suo uso.